# 绵竹南站
绵竹南站位于中华人民共和国四川省德阳市绵竹市孝德镇，是川青铁路上的一座车站，2023年11月28日随川青铁路青镇段开通而投入使用，车站规模为2台5线，车站距绵竹市区约8公里。

## 车站结构
车站按3000平方米规模设计，最高聚集人数800人；车站外立面以年画的装饰体现绵竹的文化品质与内涵，站房两侧以酒杯造型体现绵竹白酒产业的兴盛发展，寓意举杯恭迎八方来客。